# (8358) Rickblakley
(8358) Rickblakley (1989 VN5) – planetoida z pasa głównego asteroid okrążająca Słońce w ciągu 3,71 lat w średniej odległości 2,4 au. Odkryta 4 listopada 1989 roku.